# Spöknippet
Spöknippet var en tidskrift och organ för Sveriges Fascistiska Kamporganisation, (S.F.K.O. men ibland förkortad K.O.), och därför nära knuten till Sveriges Fascistiska Folkparti (S.F.F.), eftersom Konrad Hallgren var drivande för dess skapelse. Det var en auktoritär, antidemokratisk, ultranationalistisk och fascistisk tidning. Tidningens första nummer utkom den 23 oktober 1926 och det sista den 7 maj 1930.

## Ideologi
I dess första nummer tog den avstånd från Nationens rashat och antisemitism ("Sann och falsk fascism", N:o 1., Årg. 1.), och uppbrottet med nämnda tidskrift är skälet till dess existens. Tidskriften verkade först för att skapa en alternativ "svensk fascism" och var inspirerad av Mussolini men underströk att den var anpassad till läget i Sverige och "Att därför såsom en del försökt göra, påbörda den svenska fascismen samma idéer, som fascistiska sammanslutningar i utlandet satt på sitt program, är i högsta grad orätt" – detta kan vidare förklara konflikten med "Nationen" – men blev alltmer influerad av nationalsocialismen i Tyskland. 
Tidskriften utmålade tidigt en huvudfiende och främsta orsak till att fascismen behövdes i Sverige i spalten "Tidens lösen" (N:o 1., Årg. 1.): den utbredande kommunismen och den, enligt tidningen, konspiratoriska tredje internationalen, som enligt tidskriften som smått hade infiltrerat Sverige och hotade den svenska kulturen och folksjälen. Den benämnde ofta det "danska förtrycket" som Gustav Vasa befriat Sverige från och jämförde det med den tredje internationalen. Tidningen kritiserade arbetsstrejker och dess upplösande effekter på samhället. Socialisternas klassolidaritet ville den ersätta med en klassöverskridande nationalistisk folksolidaritet. Detta innebar alltså inte att de helt stod på arbetsledarnas – kapitalets – sida, som tidningen gång på gång kritiserade som egoister utan reell fosterlandskärlek. Den var också missnöjd med förhållandena i högern, i spalten "Nationell Samling" (N:o 1. Årg. 1.) kritiserades Nationella Ungdomsförbundet (N.U.F.) vara en loj, oseriös och festande ungdomsförening och fungera "valboskapsförare" till Allmänna Valmansförbundet, "För den Svenska Fascismen står F o s t e r l a n d e t s  v ä l framför det egna j a g e t", ett tjuvnyp mot detta förbunds ideologi.
Vidare uppmärksammade också Sveriges försvars tillstånd av det oroliga läget i Europa 1926 och missnöjet över Sveriges sedan länge avslutade stormaktstid samt Sveriges ekonomiska läge; "Vad annat har väl vår ungdom fått i arv från förra generationen än ett utarmat försvagat land? Vårt land har en gång varit mäktigt och haft något att säga till om i det internationella samkvämet", "Den svenska statsskulden växer för varje dag, som går, och har nu nått en fabelaktig höjd", "Men bland den bildade ungdomen finns det säkert också de, som kommit till insikt om, vad meningen är med detta socialdemokraternas nedrustningsprogram" (N:o 1. Årg. 1., "Runt landet. Från Malmö. Det bildade nutidsungdomens passivitet och en ursäkt").

### Inställningen mot judar
Som sagt reagerade "Spöknippet" mot "Nationens" rashat och antisemitism men skillnaden mellan skrifternas syn på judar var hårfin, i begreppet "judar" ingick religiösa judar såsom judar som ras. Kommunismen sågs som skapad av judar för att söndra länder för deras egna finansiella intressen. De s.k. judarna i Wall-street hade samma mål, men gjorde det med den internationella marknaden som verktyg (Detta kan läsas under artiklarna "Socker, Kaffe och Vetemjöl", N:o 3-4, Årg 1). Spöknippet intog positionen att "juden som person" inte skulle generaliseras, även om judarna som ras utmärktes av karaktärsdragen girighet och konspiration. Citat ur "Ett brev och ett svar." (N:o 3, Årg.1): "Den Svenska fascismens ställning til juden som person är densamma som till varje annan utlänning, och äger han alltså att fritt leva och bo i landet under den förutsättning att han underordnar sig gammal svensk moral och rättsuppfattning mot vilka alla internationella omstörtningstendenser äro stridande", artikeln säger också att judefrågan i Sverige inte är som i andra länder, och understryker att den svenska fascismen (Som skriften anser sig förkroppsliga) ska ses som en nationell företeelse som anpassar sig till läget i Sverige. 